# روجر تايلور
روجر تايلور (بالإنجليزية: Roger Taylor) (ولد في 26 يوليو، 1949)،هو مغنٍ إنجليزي كان عضوا في فرقة سمايل قبل أن يتركها سنة 1970 وينضم إلى فرقة كوين الشهيرة والتي حقق معها إنجازات عالمية وقد اصدر أول البوم منفرد له سنة 1977 ، واستمر مع فرقته كوين حتى وفاة المغني الرئيسي لها فريدي ميركوري سنة 1991

## وصلات خارجية
- روجر تايلور على موقع IMDb (الإنجليزية)
- روجر تايلور على موقع الموسوعة البريطانية (الإنجليزية)
- روجر تايلور على موقع ميوزك برينز (الإنجليزية)
- روجر تايلور على موقع قاعدة بيانات برودواي على الإنترنت (الإنجليزية)
- روجر تايلور على موقع إن إن دي بي (الإنجليزية)
- روجر تايلور على موقع أول ميوزيك (الإنجليزية)
- روجر تايلور على موقع ديسكوغز (الإنجليزية)
- روجر تايلور على موقع قاعدة بيانات الفيلم (الإنجليزية)